# John Ha Tiong Hock

Wappen als Erzbischof von Kuching

John Ha Tiong Hock (* 5. März 1947 in Kuching, Malaysia) ist ein malaysischer Geistlicher und emeritierter römisch-katholischer Erzbischof von Kuching.

## Leben
John Ha Tiong Hock empfing am 14. Dezember 1972 die Priesterweihe.
Papst Johannes Paul II. ernannte ihn am 17. Januar 1998 zum Weihbischof in Kuching und Titularbischof von Canapium. Der Erzbischof von Kuching, Peter Chung Hoan Ting, spendete ihm am 6. Juni desselben Jahres die Bischofsweihe; Mitkonsekratoren waren Anthony Soter Fernandez, Erzbischof von Kuala Lumpur, und Gregory Yong Sooi Ngean, Erzbischof von Singapur.
Am 21. Juni 2003 wurde er zum Erzbischof von Kuching ernannt und am 16. Juli desselben Jahres in das Amt eingeführt.
Papst Franziskus nahm am 4. März 2017 seinen vorzeitigen Rücktritt an.